# オン・ザ・ルーフス
オン・ザ・ルーフス（英: On The Roofs）は、ウクライナのヴィタリー・ラスカロフ（Vitaliy Raskalov）とロシアのヴァディム・マコロフ（Vadim Makhorov）による2人組のフリークライミングチームおよび写真家集団。世界有数の高層建築物やランドマークを命綱・ハーネス無しで登り、非常に高い場所からの写真撮影を行い、登頂時の動画を記録している。このような活動はロシアの若者の間で人気となった「スカイウォーキング」と呼ばれるもので、ラスカロフとマコロフの2人はその先駆者として位置づけられている。アップロードされた動画作品はネット上で話題を呼ぶバイラル動画となっており、オン・ザ・ルーフスの行動についてはネットユーザからの否定的な声もあるが、アップロードされた動画を賞賛する学術研究者も存在する。

## 略歴

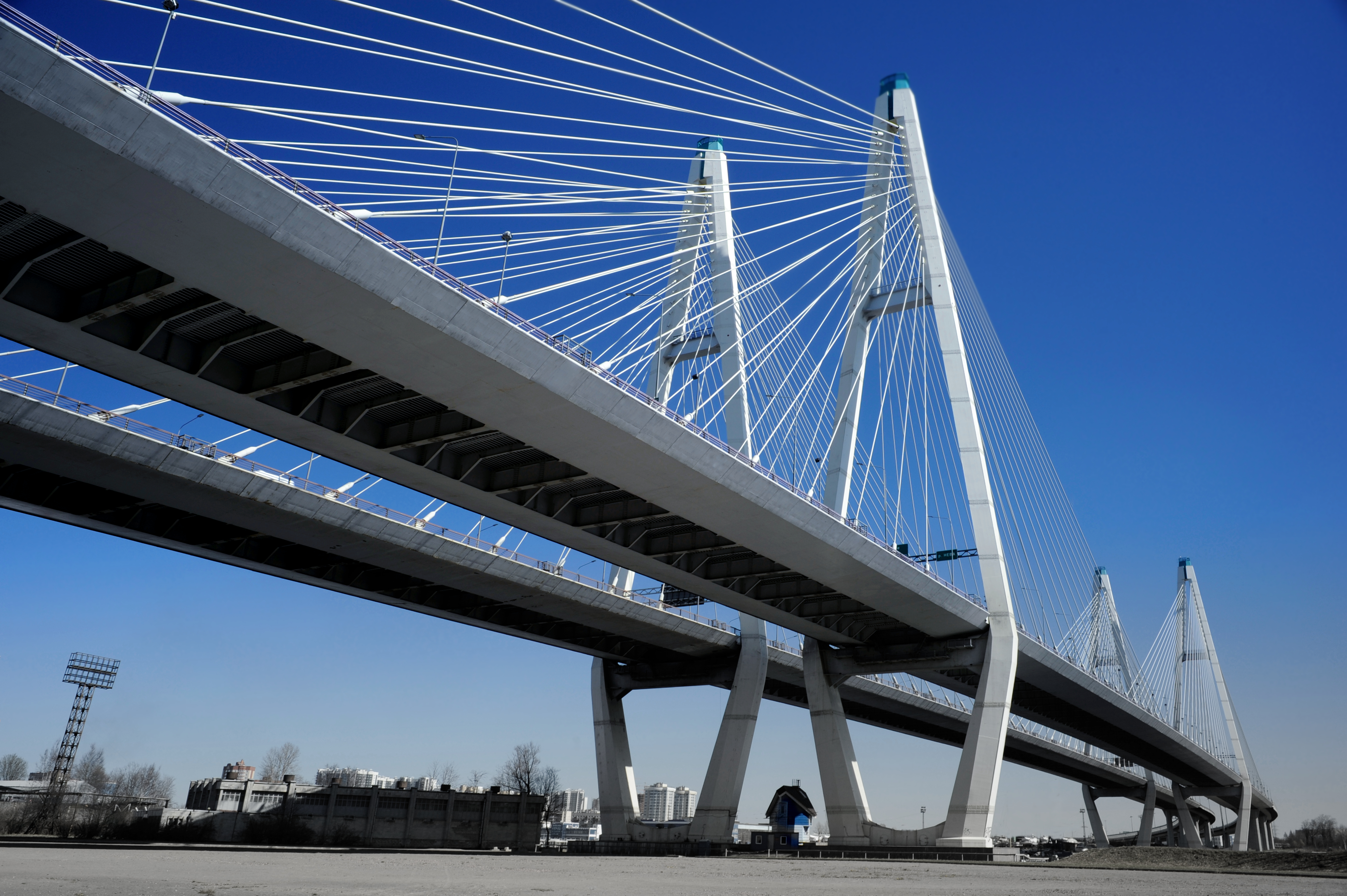
2人が出会ったサンクトペテルブルクのボリショイ・オブホフスキー橋

ラスカロフは2010年から建築物のフリークライミングをモスクワで開始する。同年サンクトペテルブルクのボリショイ・オブホフスキー橋を登っている最中に出くわしたことをきっかけに、マコロフと知り合う。その後チームでサグラダ・ファミリア（スペイン・バルセロナ）、ケルン大聖堂（ドイツ）、エッフェル塔・ノートルダム大聖堂（フランス・パリ）、ギザの大ピラミッド（エジプト）をはじめとする世界有数のランドマークや橋・高層建築物において安全具を伴わない状態でのクライミングを行っている。オン・ザ・ルーフスとしてはピブニチニィー橋（ウクライナ・キエフ）で吊り橋のケーブルを支えるパイロンに登った時から登頂時の様子を動画で記録し始めた。

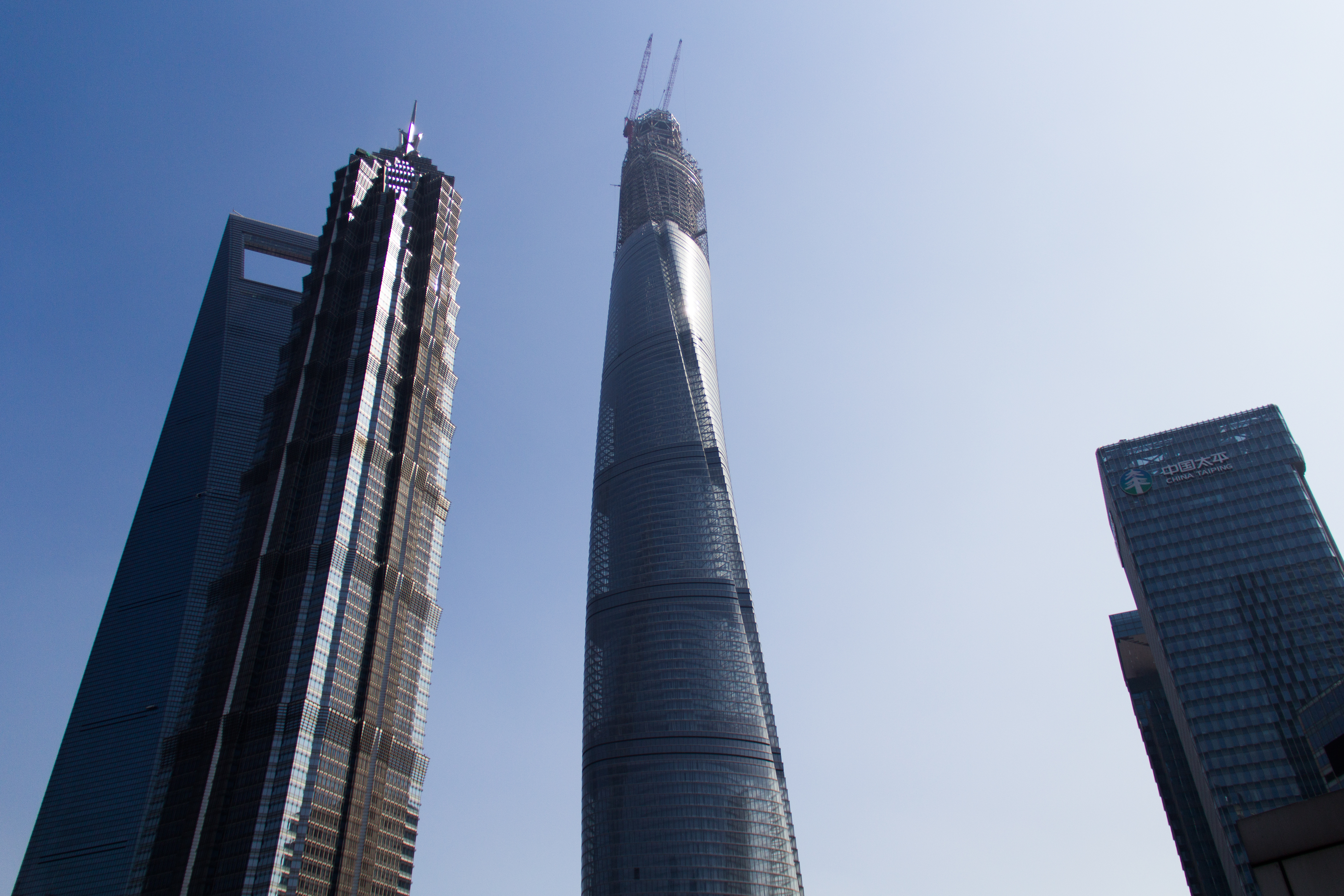
ラスカロフらが2014年の春節に登頂した上海中心（写真中央、同年3月時点における建設途中の様子）

2014年にはラスカロフとマコロフが当時世界で2番目に高い建築物である未完成の上海中心（高さ650メートル）の登頂を行い、それによってオン・ザ・ルーフスは国際的な知名度を高めた。ラスカロフらは登頂の6ヶ月間前から計画を練り始め、建設業者が不在で警備が手薄となる春節にタワーの建設現場に侵入した。中国当局はラスカロフらに対し20年間に渡る再入国禁止を通告したが、偽名で活動している彼らはその1年後には法の目をかいくぐり建設途中の平安国際金融中心（深圳市）の登頂に成功した。また2014年にはラスカロフらが4人組で中国網絡中心（香港）に登頂した際、最上部に設置されたLEDモニタを乗っ取り「What's up Hong Kong?」の文字列や上海中心登頂時の動画を映し出すビルボード・ハッキングを実行した。2016年4月には韓国で最も高い第2ロッテワールドタワー（ソウル、高さ555メートル）への登頂を行った。建設現場には警備犬や警備員、監視用ドローンが配置されていたにもかかわらず、それらの監視を振り切って当時建設中のタワー登頂を果たした。

## 登頂・写真撮影時の行動様式
ラスカロフらは安全具を使うことなく高い場所に登り、頂上に辿りつくと不安定な場所につかまって写真撮影を行う。そして独特な角度から街の様子を写真撮影し、登頂時の様子も動画で記録している。彼らのような行動はスカイウォーキングと呼ばれ、ロシアの若者の間で人気が高まった背景があり、ラスカロフとマコロフの2人はその先駆者として位置づけられている。一方でこのような先駆者の存在によって、決して合法とはいえないスカイウォーキングに注目が集まるようになり、建物の警備員がルーフトッピングに挑戦する他の若者に対して警戒を強める原因となったため、ロシアのルーフトッパー達はラスカロフらを好意的に捉えていない。
登頂や撮影を行う前には毎回異なるやり方で計画を立てている。彼らは朝の早い時間帯に場所に張り込み、警備員が引き返すのを待ってから侵入を図っている。建物内へ忍び込むためには、施錠されていない扉や公には立ち入り禁止である場所へと繋がる梯子を用いる。登頂の際、安全具は使用しないが、カメラ機能付きの携帯電話・自撮り棒・頭に取り付けるヘッドマウンドカメラであるGoPro・後述のデジタル一眼レフカメラを身につけている。撮影の際には、景色が晴れるシャッターチャンスまで長時間待機することもある。彼らが登頂する際は自身らがスカイウォーキングを楽しむために登頂を行っており、他者に干渉したり、注目を浴びたりする意図はない。オン・ザ・ルーフスは片手でぶら下がるような危険行為を避け
、他の一部のルーフトッパーのような命懸けのパフォーマンスは行わないが、登頂を行う建造物の高さが傑出している。一方でラスカロフらは高い建造物のみならず、大聖堂や地下、工業地帯なども撮影対象としている。
写真撮影に用いる機材は写真のクオリティを重視して、ラスカロフがキヤノン EOS 6D、マコロフがキヤノン EOS 5D Mark IIIをそれぞれ使用している。カメラに取り付けるレンズは両者共通で、望遠ズームレンズEF70-200mm F4Lおよび広角ズームレンズEF17-40mm F4Lを用いる。彼らは撮影した写真を販売したり、広告写真を撮影したり、スポンサーシップを受けることにより生計を立てている。
ラスカロフは写真活動を行う上で感化された人物はいるが、彼は自身の思うままに撮りたいと思ったものを写真に収めており、撮影を行う場所に行くことの二の次として写真撮影を位置づけている。ラスカロフのInstagramアカウントは2014年8月時点で26万フォロワーを超えている。マコロフの方は様々な写真撮影を行ううちに都市の風景に対しての美的感覚を抱くようになったのがきっかけで登頂を始めている。

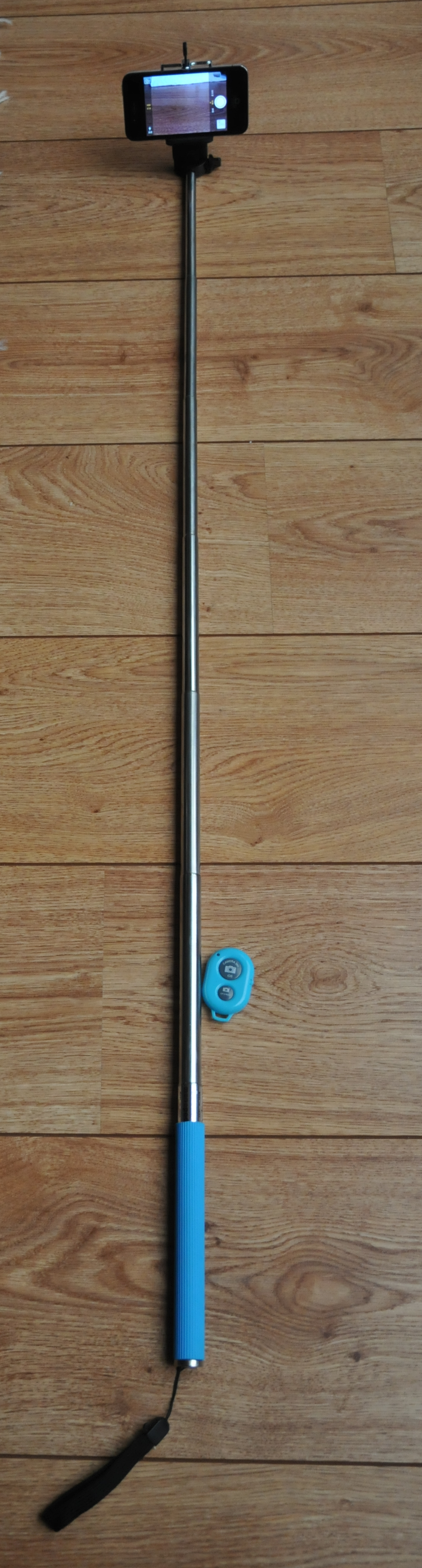
自撮り棒
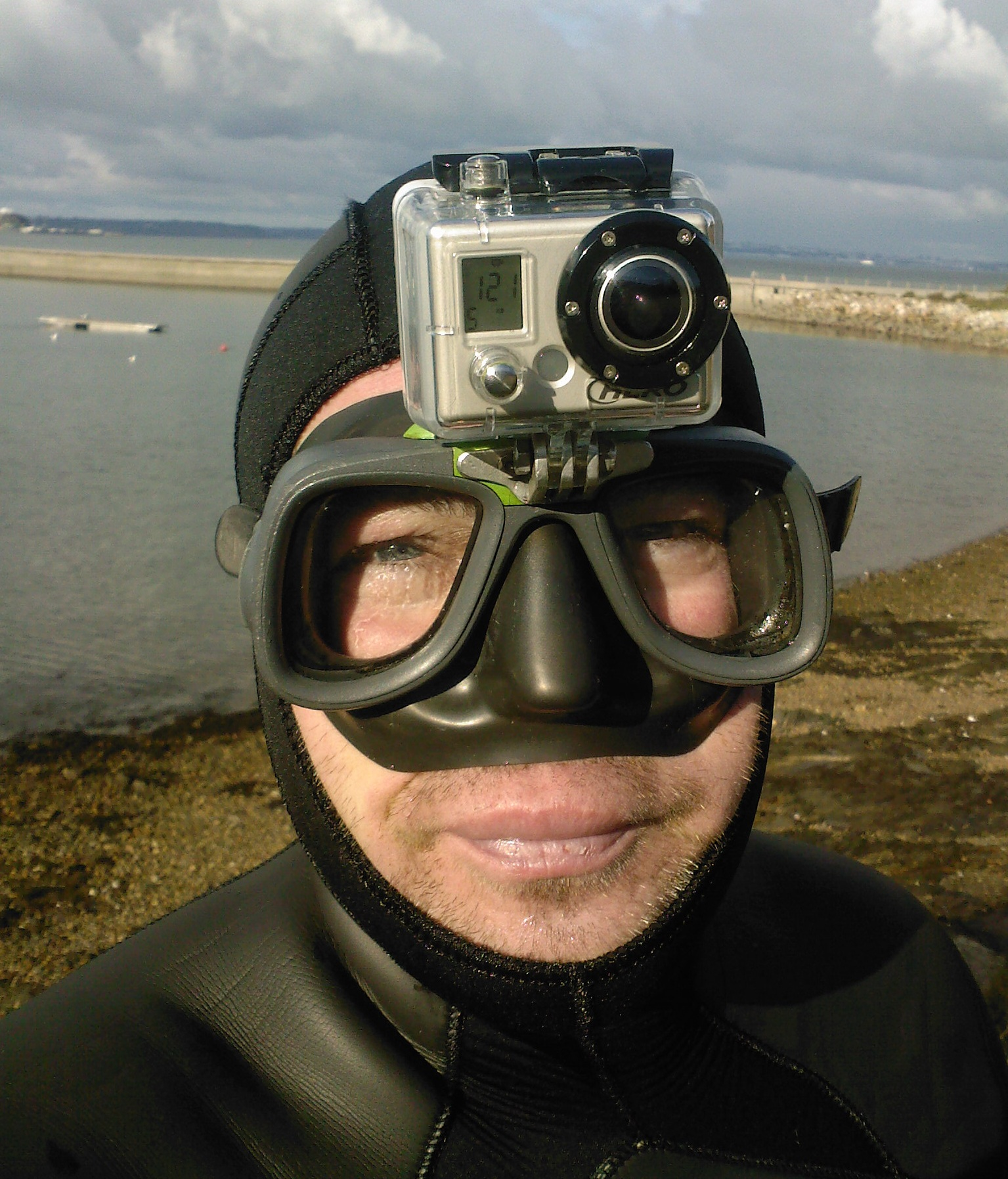
GoProを頭に装着した例
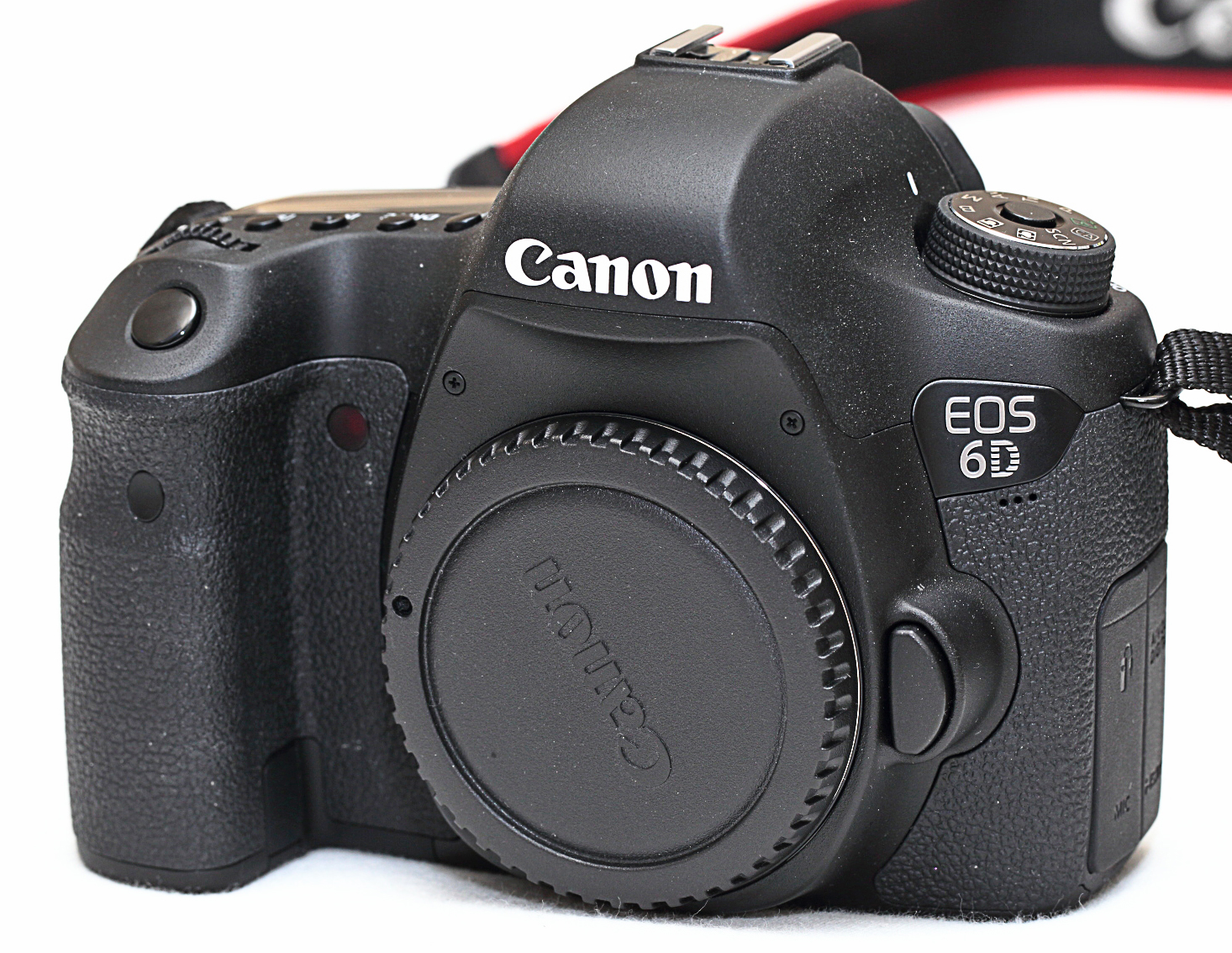
キヤノン EOS 6D
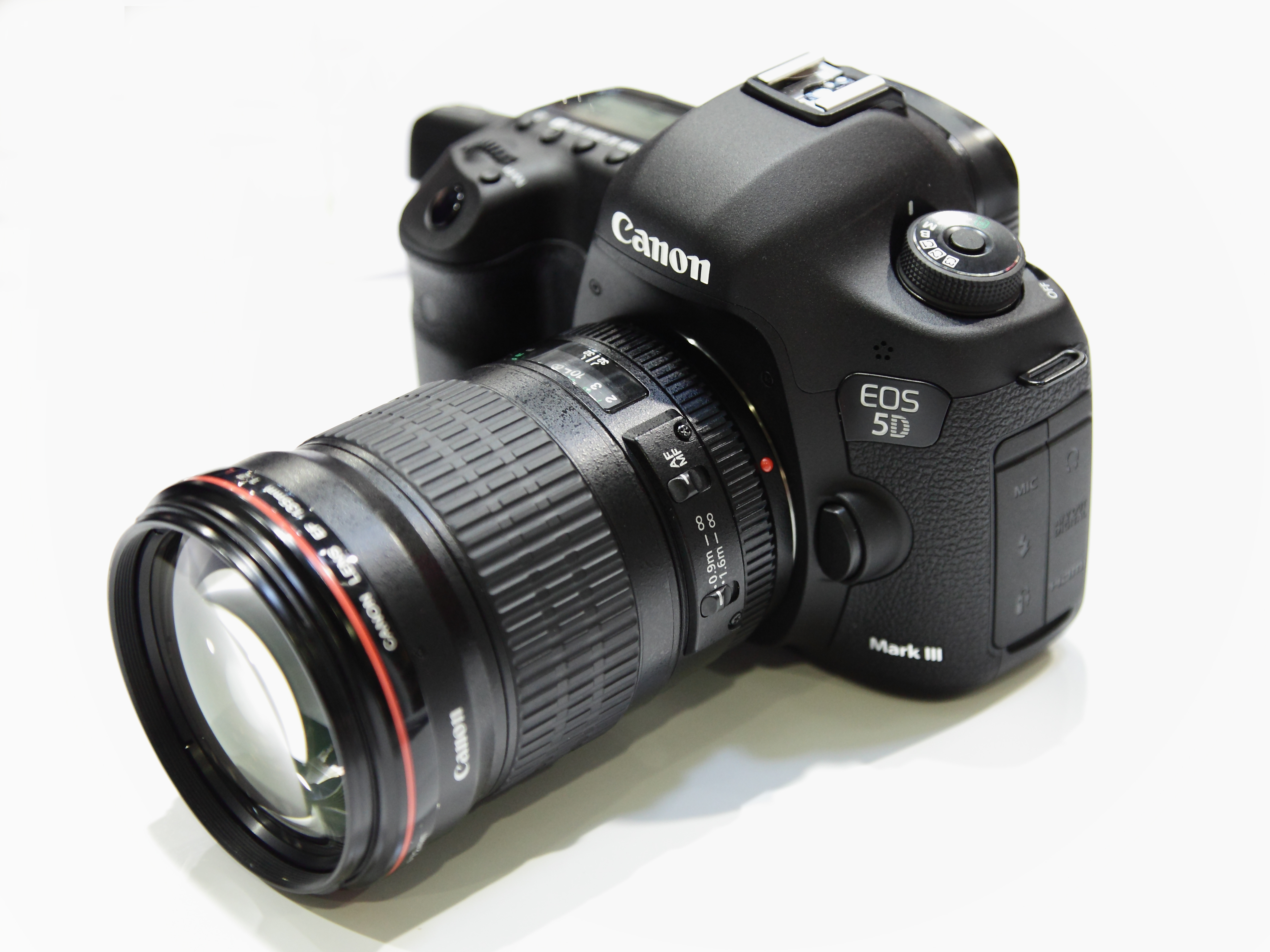
キヤノン EOS 5D Mark III（レンズを装着した状態）
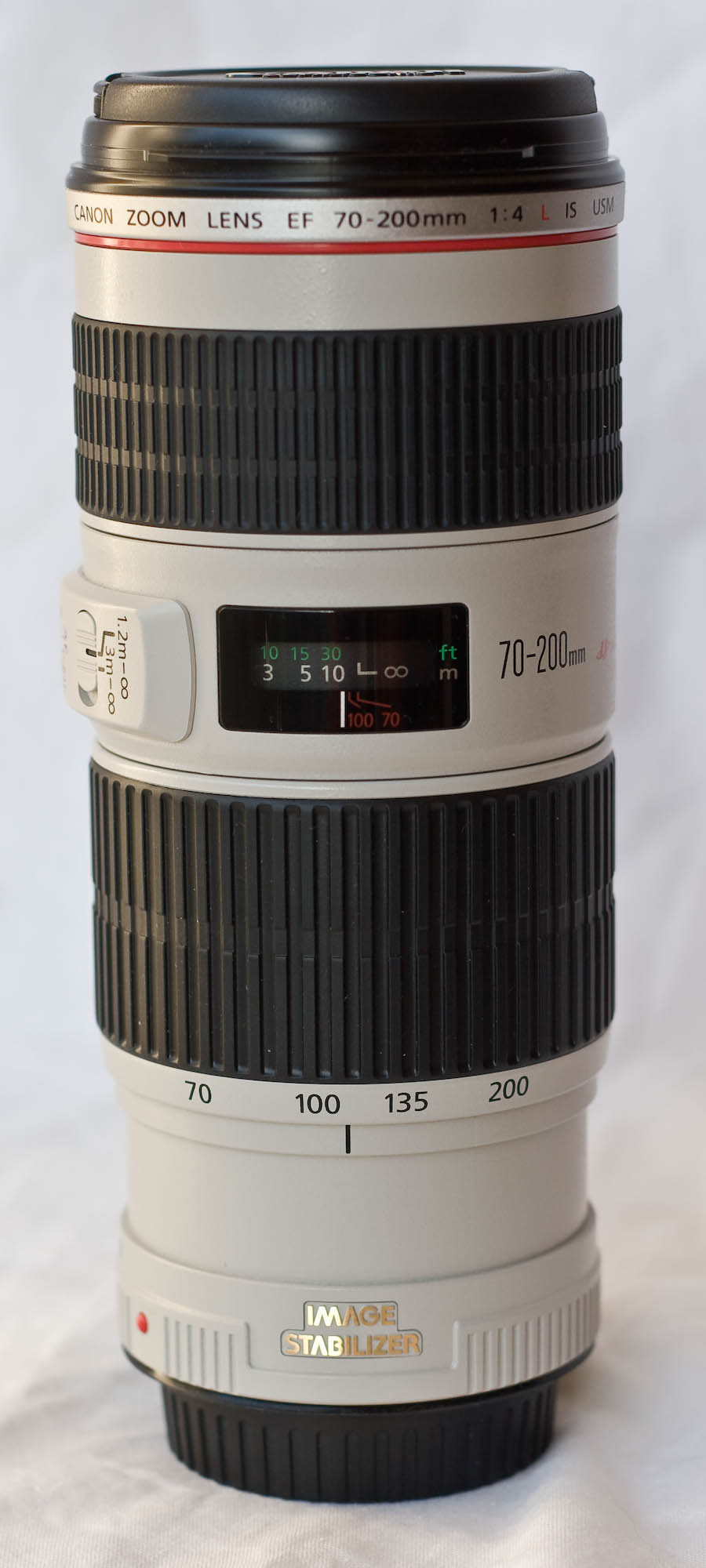
望遠ズームレンズEF70-200mm F4L
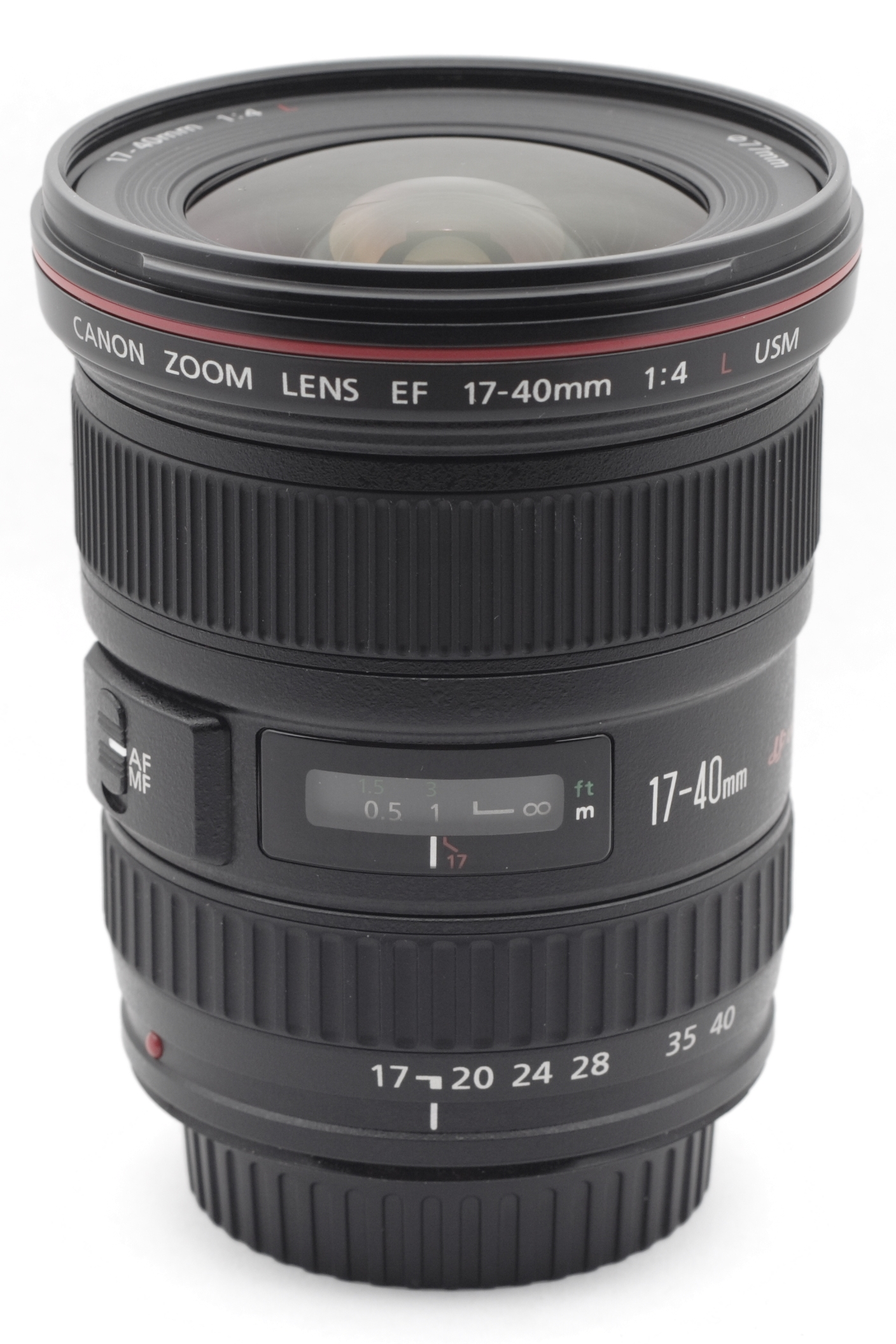
広角ズームレンズEF17-40mm F4L

## スポンサーシップ・プロモーション活動
オン・ザ・ルーフスは前述のように様々な企業からスポンサーシップを受けて、クライミングを行うことがある。2014年に中国網絡中心を登頂した際の様子を記録した動画は、香港に本社を置くビデオ撮影会社ワイルド・ベアー（Wild Bear）と共同でのバイラル・マーケティング目的で制作されたことが分かっている。2015年には彼らが当時世界で最も高いホテルであるJW・マリオット・マーキス・ドバイ・ホテル（高さ355メートル）に登頂する様子がキヤノンヨーロッパのコマーシャル・ビデオとしてリリースされ、広告塔の役割を担っている。このビデオ・クリップについてウエストミンスター大学の建築学者ダヴィデ・デリウ（Davide Deriu）は「ルーフトッピングが超越した場所での行為から、正常な、そしていよいよ商品化された出来事へと急速に転換したことの表れだ」とした。2016年の第2ロッテワールドタワー登頂の際には、ロシアのオンライン旅券およびホテル予約サービスanywayanyday.comがスポンサーとなっている。2017年には10月11日にスマートフォン向けゲーム『ファイナルファンタジー覚醒』が韓国でリリースされるのに先立ち、配信元のFL Mobile Koreaと共同で企画して、中国・深圳市の華潤グループ本部ビル（高さ392メートル）にてラスカロフらが登頂を行う最中にそのゲームをプレイする動画をリリースしている。

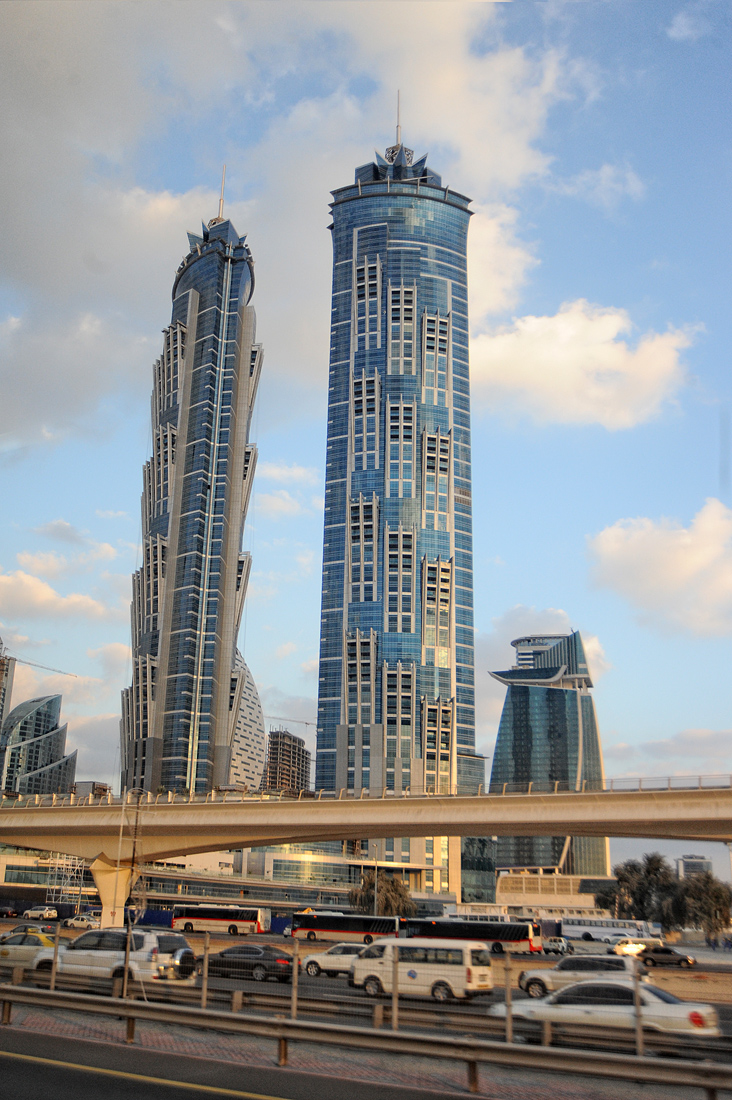
キヤノンヨーロッパのコマーシャル・ビデオにて登頂を行ったJW・マリオット・マーキス・ドバイ・ホテル
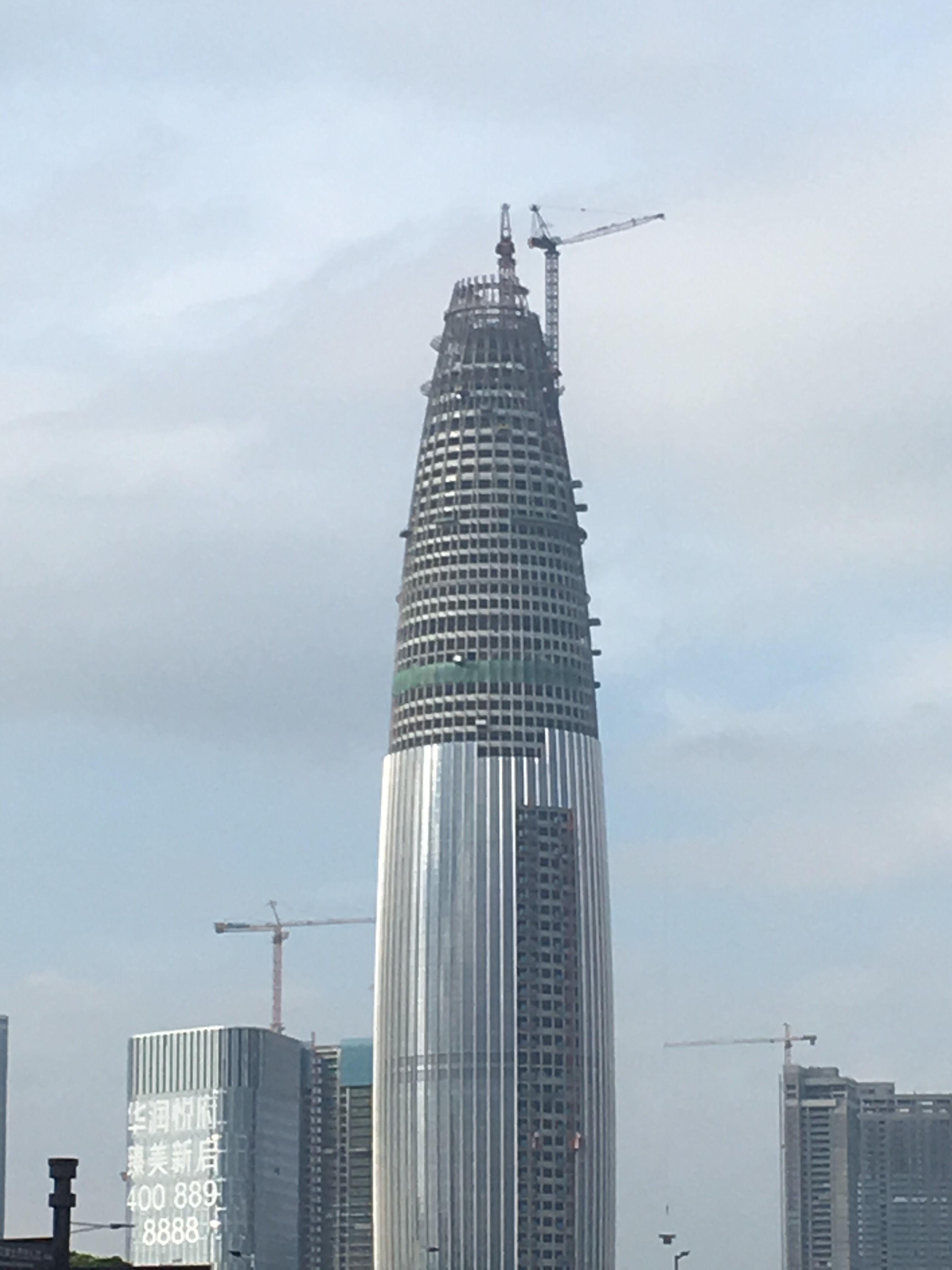
『ファイナルファンタジー覚醒』のプロモーションで登頂を行った華潤グループ本部ビル（写真は2016年11月における建設途中の様子）

## 与えた影響・インターネット上での反響

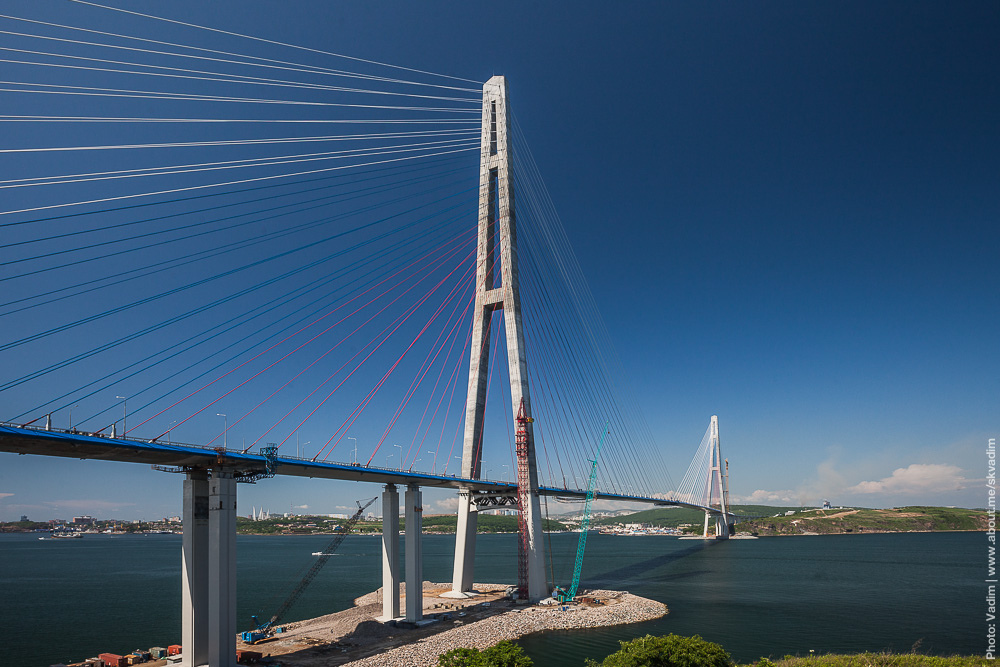
ラスカロフらが捕捉されたルースキー島連絡橋

2012年にラスカロフが3人組でルースキー島連絡橋（ロシア・ウラジオストク）を登頂した際、不法侵入のため捕捉され罰金を科せられたことで彼らの活動がメディアに取り上げられた。2013年3月にはギザの大ピラミッドに登り立入禁止区域で撮影を行い、それによってメディアの注目を集め始めた。ラスカロフらの行動に対し彼らを妬む者や畏れる者、怒りをあらわにする者、古代建造物の保存に関して懸念する者など様々な反響があり、これを受けてラスカロフはCNNに宛てたメールの中で謝罪している。
上海中心に登頂した際の記録動画は2014年2月12日にYouTube上にアップロードされ、その翌日には130万回再生および8000コメントに及ぶ反響があり、模倣する中国人も現れた。2016年4月時点では5200万回の再生数を記録している。彼らの行動により、のちにタワーの管理者は同様のパフォーマンスを避けるために、壁の周囲にワイヤーのフェンスを設けるなどの対策を施す方針を示した。
2014年に中国網絡中心で行ったビルボード・ハッキングの動画については、ラスカロフらが近隣ビルの屋上を借りて空撮を行ったことを明かしているが、前述のようにワイルド・ベアーとのプロモーション・スタントであることが判明しているため、動画の信憑性を疑問視する声もある。ラスカロフらの行動を受けて、香港で民主化抗議活動を行うオキュパイ・セントラルからはデモの象徴である黄色い傘をビルの屋上で掲げることはできないかという打診もあったが、オン・ザ・ルーフスはこれについて関心を示さなかった。

また、第2ロッテワールドタワーの登頂を記録した動画はYouTube上で投稿された翌日に50万回再生されている。事前に彼らの出入りを禁ずる張り紙を用意していたものの侵入を許す結果となり、ロッテワールドタワーの代表者は「ラスカロフは外壁を登るという最もばかげた方法で登頂を行うため、彼の不法侵入を防げることは難しい」とのちにコメントを残している。さらに彼らの行為は多くの韓国人に手厳しく非難され、Instagramではラスカロフを周りの無実な人々の安全を脅かすという意味で「非武装のIS兵士」と揶揄したり、「彼は外国で厄介者になっている」・「安全は建設現場において最大限の原則である。彼はこんなことを安全具無しで行うなんて考え無しだ」・「彼の趣味が他人にとっては有害であることに気付いて欲しい」と書き込んだりするユーザが現れた。

## 学術研究者による批評

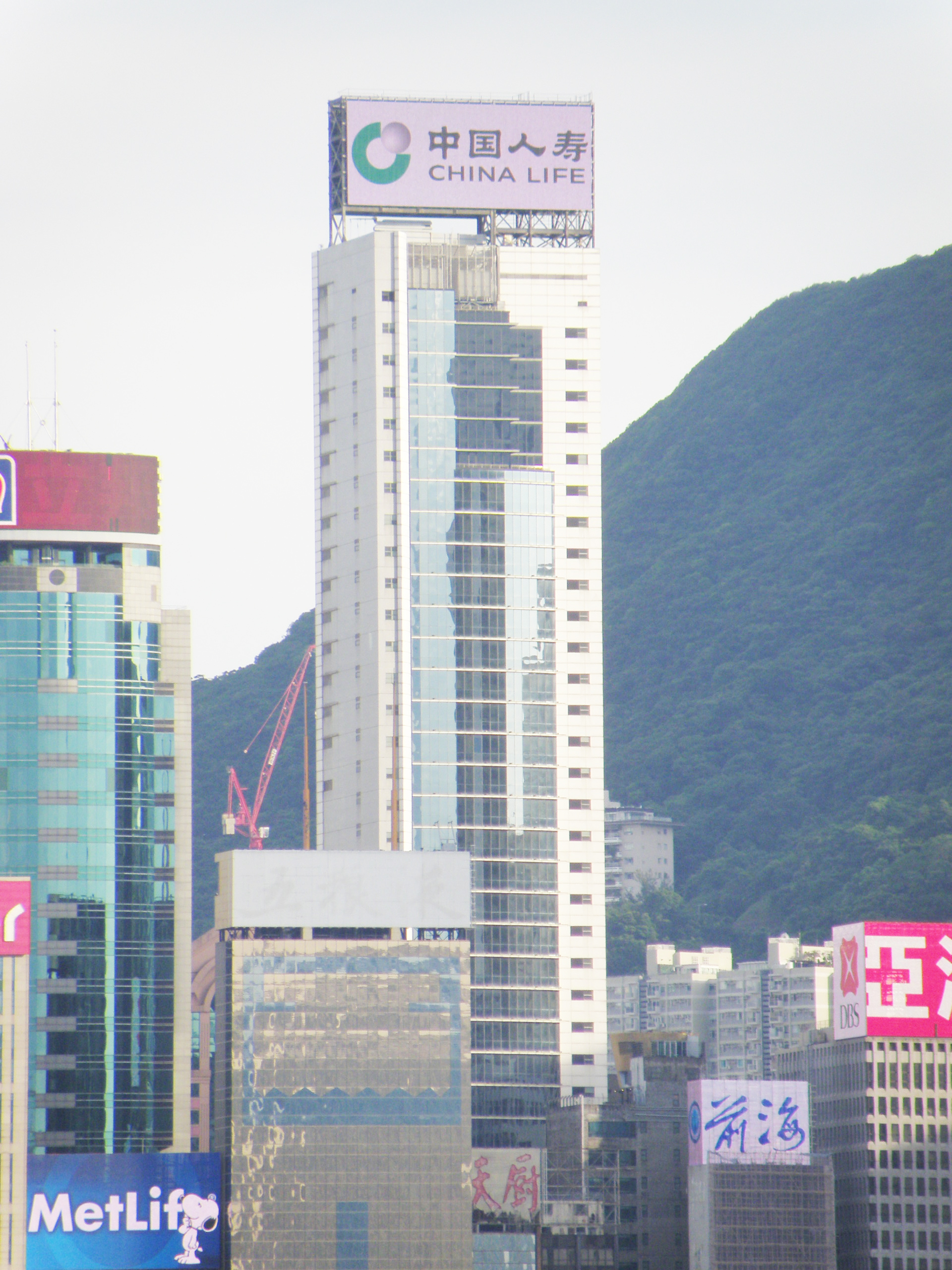
ビルボード・ハッキングが行われた中国網絡中心と屋上に設置されたLEDモニタ

ウエストミンスター大学の建築学者ダヴィデ・デリウは上海中心で「人目を盗んで行った登頂を誇示したビデオや写真がリリースされるとオンライン上で小さな騒動が起こった」とし、「頂上でデジタルレフカメラで撮影した写真に加え、登頂時の危険な探索を行う様子を記録したビデオによって、彼らの探索は映画のような功績として受け入れられた」としている。
中国網絡中心の動画に関して、シドニー大学の文化地理学者ブラッドリー・ギャレットはビデオの最後で彼らがビルボード・ハッキングを終えた後、「覆面を被った男達が階段を駆け下り、吹き抜けで着替えてロビーの外へ静かに歩いていく様子は映画『ミッションインポッシブル』の1シーンのようだ」と言及している。ロンドン大学の犯罪学者セオ・キンディニス（Theo Kindynis）は、「テンポの速いカットの連続・様々な角度からの撮影・低速度撮影された映像・都市の景観を空撮した襲い掛かるようなショット・プロレベルの編集技術」に着目し、「犯罪者が自分自身を撮影したものというより、制作費用に高額を投じたミュージックビデオのほうがより近しい作品」と表現した。さらに登頂の様子を撮影するという考えのもとで全体の流れが綿密に企画されている点に関して本作品の制作者は「CCTVよりはMTVのよう」と例えた。また本作品は彼らが登頂したことの証拠というよりは、LEDモニタを組み合わせたビデオ・パフォーマンスであると位置づけている。加えてギャレットがこの撮影を「meta-selfie」（自撮りを超えたもの）と表現したことを引用し、キンディニスはこれには否定的な意図を含んでいるかもしれないが啓蒙的であると指摘し、現代の消費者文化において多くの人は独自性を生むような商品や経験を消費することを通して自己確立を行うことから、オン・ザ・ルーフスのような「犯罪と逸脱行為の中間にあるパフォーマンスは消費者が行うライフスタイル選択の中で特殊なタイプの1つに過ぎない」と考察している。